# Спектрофобия
Спектрофобия (на латински: spectrum – „образ“) е вид специфична фобия, включваща болезнен страх от огледала. Тази фобия се различава от ейсоптрофобия или страх от собственото отражение.
Психоаналитикът Шандор Ференци я отдава на две главни причини: страх от самопознание и бягство от удоволствието да гледаш и ексхибиционизма.

## Страх
Страх от духове, страх от външен вид